# باتريسيا ألتشول
باتريسيا ألتشول (بالإنجليزية: Patricia Altschul)‏ هي نجمة اجتماعية أمريكية، ولدت في 16 أبريل 1941 في جاكسونفيل في الولايات المتحدة.

## روابط خارجية
- باتريسيا ألتشول على موقع IMDb (الإنجليزية)
- باتريسيا ألتشول على موقع قاعدة بيانات الفيلم (الإنجليزية)